# Blandy, Essonne
Blandy är en kommun i departementet Essonne i regionen Île-de-France i norra Frankrike. Kommunen ligger i kantonen Méréville som tillhör arrondissementet Étampes. År 2022 hade Blandy 115 invånare.

## Befolkningsutveckling
Antalet invånare i kommunen Blandy
| Referens: INSEE |